# Zamek Odrzański

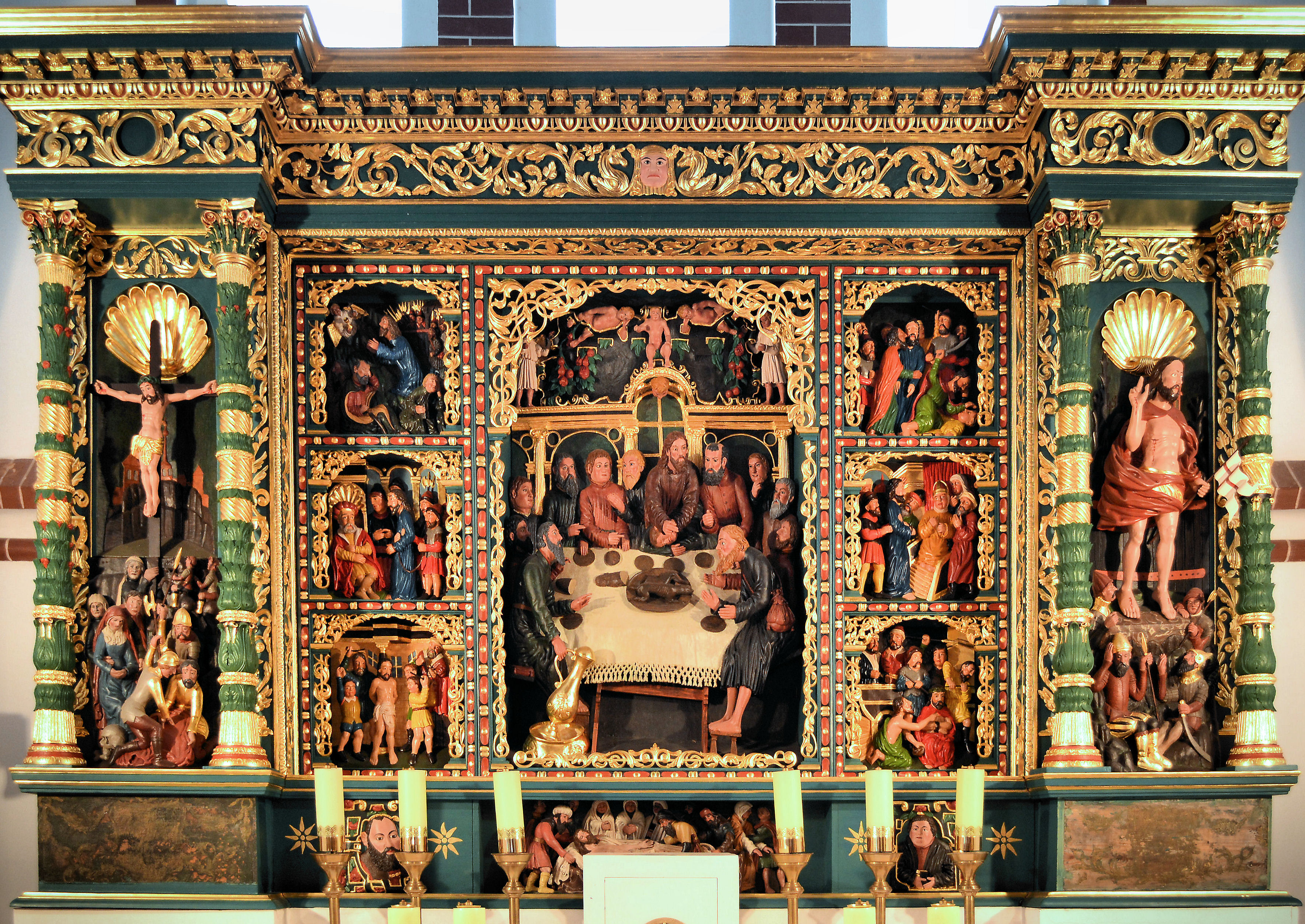
Zachowany ołtarz z kościoła Zamku Odrzańskiego (obecnie w Sownie)

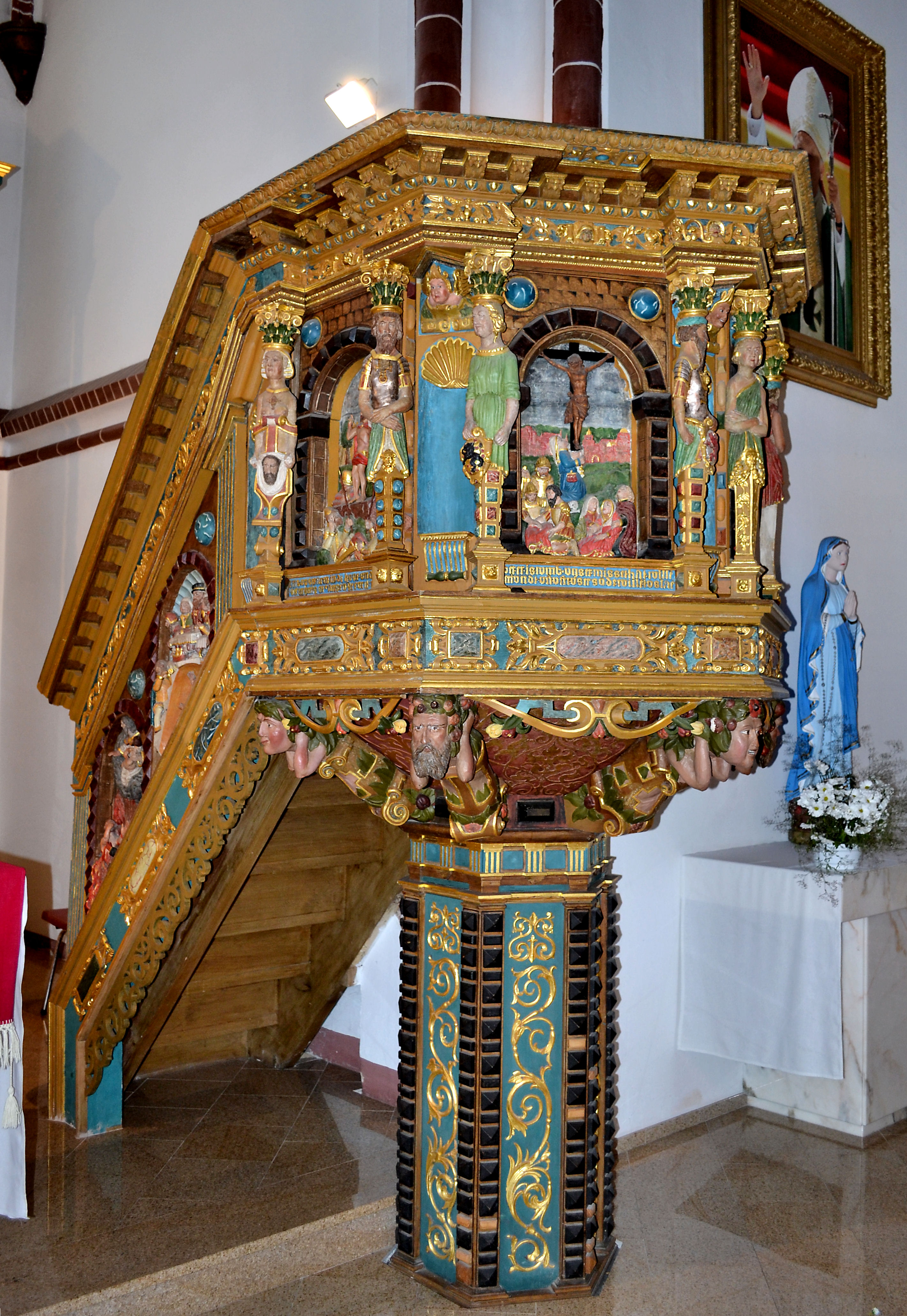
Zachowana ambona z kościoła Zamku Odrzańskiego (obecnie w Sownie)

Zamek Odrzański (Oderburg, Aderburg) – niezachowana siedziba książąt Pomorza Zachodniego, w Grabowie (wówczas pod Szczecinem). 

## Historia
W 1360 książę Barnim III sprowadził kartuzów i ufundował im klasztor w podszczecińskiej wsi Grabowo. W 1364 teren klasztoru został powiększony o ogrody odkupione od zakonu cysterek. Liczne nadania, jakie na rzecz klasztoru czynili książęta pomorscy, pozwoliły zakonnikom wznieść okazałą siedzibę z bogatym wyposażeniem. W skład kompleksu klasztornego wchodziła trzynawowa, dwuwieżowa bazylika z wirydarzem otoczonym przez trzy skrzydła klasztorne.
W XVI w., w okresie reformacji kartuzi opuścili Szczecin, a posiadłości klasztorne przekształcone zostały w domenę książęcą. W połowie XVI w. książę Barnim XI postanowił przekształcić dawne zabudowania klasztorne w rezydencję książęcą. Decyzja ta spowodowana była poważnymi zniszczeniami Zamku Książąt Pomorskich w Szczecinie jakie powstały w wyniku pożaru w 1551.
Książę był także fundatorem wyposażenia kaplicy książęcej w Oderburgu, które dotrwało do naszych czasów i obecnie znajduje się w kościele w Sownie.
W 1612 na Zamku Odrzańskim książę szczeciński Filip II wydał wystawny bankiet na cześć króla czeskiego Macieja wybranego na cesarza. 
W 1619 w lochach Oderburga osadzona została, posądzana o czary, pomorska szlachcianka Sydonia von Borck. Była tu również torturowana podczas toczącego się przeciw niej śledztwa.
W czasie wojny trzydziestoletniej, król szwedzki Gustaw II Adolf rezydował na Zamku Odrzańskim.
Po zakończeniu wojny trzydziestoletniej, władający ziemią szczecińską Szwedzi nie wykazywali żadnego zainteresowania Oderburgiem, który stopniowo popadał w ruinę. Część murów zamku została rozebrana w 1652. Ostatecznie Oderburg został zburzony w 1677, podczas oblężenia Szczecina przez Brandenburczyków. Zachowały się ówcześnie tylko fundamenty i niewielkie fragmenty ścian. Teren dawnego Zamku Odrzańskiego został w XIX w. gęsto zabudowany kamienicami. Zabudowa ta została niemal całkowicie zniszczona w czasie II wojny światowej.
W związku z brakiem jakichkolwiek pozostałości po Zamku Odrzańskim, jego dokładna lokalizacja nie jest obecnie znana. Najczęściej jest on sytuowany na wzniesieniu53°26′17,4″N 14°34′33,3″E/53,438156 14,575907, w okolicach bramy głównej dawnej Stoczni Szczecińskiej, w pobliżu ulic Łyskowskiego, Dubois i Firlika.

## Opis
Zamek Odrzański składał się z tzw. „Dużego Domu” - będącego siedzibą księcia, kościoła oraz zabudowań gospodarczych: browaru, piekarni, stajni. Nad całością górowały trzy wieże. Fasada zamku ozdobiona była marmurowymi figurami księcia Barnima XI i jego małżonki. Zamek otaczały rozległe ogrody, w których hodowano zwierzęta (sarny, jelenie, kucyki).
Wizerunki Zamku Odrzańskiego zachowały się na rysunkach Heinricha Kotego z ok. 1620.